# Yantak (sockenhuvudort i Kina, Xinjiang Uygur Zizhiqu, lat 38,99, long 77,66)
Yantak (kinesiska: 央塔克, 央塔克乡) är en sockenhuvudort i Kina. Den ligger i den autonoma regionen Xinjiang, i den nordvästra delen av landet, omkring 980 kilometer sydväst om regionhuvudstaden Ürümqi. Antalet invånare är 31 777. Befolkningen består av 15 835 kvinnor och 15 942 män. Barn under 15 år utgör 24,0 %, vuxna 15-64 år 70 %, och äldre över 65 år 4,0 %.
Runt Yantak är det ganska glesbefolkat, med 22 invånare per kvadratkilometer. Det finns inga andra samhällen i närheten. Trakten runt Yantak består till största delen av jordbruksmark.
Genomsnittlig årsnederbörd är 86 millimeter. Den regnigaste månaden är juli, med i genomsnitt 15 mm nederbörd, och den torraste är mars, med 2 mm nederbörd.